# Andreas Knopp
Andreas Knopp (geboren 1978 in Bad Elster) ist ein deutscher Ingenieur und Professor für Satellitenkommunikation an der Universität der Bundeswehr München.

## Studium
Andreas Knopp erwarb an der Universität der Bundeswehr München 2002 einen Abschluss als Diplomingenieur für Elektrotechnik und wurde dort 2008 mit einer Arbeit über Mehrantennenkommunikationssysteme zum Dr.-Ing. promoviert. 2010 erwarb er mit einer Analyse der Branchenstruktur der europäischen Satellitenindustrie zusätzlich einen Abschluss als Master of Business Administration der Gutenberg School of Business Mainz.

## Forschung und Entwicklung
Knopp ist an der Fakultät für Elektrotechnik und Informationstechnik der Universität der Bundeswehr München Professor für Satellitenkommunikation und hat dort seit 2014 (nach anderen Angaben 2015) einen Lehrstuhl für Informationsverarbeitung inne. Die Arbeitsgruppen am Lehrstuhl befassen sich mit den Themen sichere Weltraumkommunikation, digitale Satellitennutzlasten und Satellitenüberwachung, Satellitennetzwerke und Wellenformen sowie biomedizinische Informationstechnologie.
Knopp ist Mitbegründer und Sprecher des Forschungszentrums SPACE (2020), in dem fakultätsübergreifend Forschung zu Raumfahrttechnologien vorangetrieben wird. Seit 2020 leitet Knopp das Kleinsatellitenprojekt »SeRANIS – Seamless Radio Access Networks for Internet of Space«, in dem weltraumbasierte Schlüsseltechnologien erforscht werden, mit dem Ziel, eine Technologieplattform zu schaffen, die für alle digitalisierungsrelevanten Disziplinen anschlussfähig ist.
Knopp ist Mitglied des Fachausschusses für Funksysteme in der Informationstechnischen Gesellschaft ITG im VDE e.V., Senior Member im internationalen Berufsverband der Ingenieure IEEE sowie Berater des Bundesverteidigungsministeriums und regelmäßig wiederkehrender Visiting Professor der Naval Postgraduate School Monterey (CA), USA. In der Wahlperiode 2021 bis 2023 war Knopp Mitglied des Aufsichtsrat des Deutschen Zentrums für Luft- und Raumfahrt e.V. (DLR). Seit 2023 ist er gewähltes Mitglied dessen Senats.
Knopp ist Inhaber mehrerer Patente und Patenfamilien sowie Autor und Koautor von etwa 200 Veröffentlichungen in den Bereichen Funksysteme und Weltraumkommunikationstechnologie.
Andreas Knopp ist verheiratet mit Mirjam Katharina Knopp und hat drei Kinder.